# Martin Hoondert
Martinus Josephus Maria (Martin) Hoondert  (Breda, 28 december 1967) is een Nederlandse kerkmusicus, musicoloog en theoloog. Op 7 december 2007 heeft hij door het uitspreken van een inaugurele rede onder de titel "Muziek als rituele praktijk. Gelineau herlezen" een bijzonder hoogleraarschap Muziek en Christendom aan de Universiteit van Tilburg aanvaard. Deze leerstoel is ingesteld op initiatief en onder auspiciën van de Nederlandse Sint-Gregorius Vereniging, de rooms-katholieke organisatie voor liturgische muziek.

## Biografie
Hoondert studeerde muziekwetenschap aan de Rijksuniversiteit Utrecht en theologie (liturgiewetenschap) aan de voormalige Theologische Faculteit Tilburg. Hij specialiseerde zich in de muziek van de middeleeuwen, met name het gregoriaans, en in muziek in de hedendaagse christelijke ritualiteit. In 2006 promoveerde hij cum laude in Tilburg op een onderzoek naar ritueel-muzikale repertoires, getiteld Om de parochie: Ritueel-muzikale bewegingen in de marge van de parochie. Gregoriaans – Taizé jongerenkoren.
Als bijzonder hoogleraar had Hoondert tussen 1 januari 2007  en 1 december 2011 de taak de kennis van de liturgische muziek te bevorderen en een stimulans te geven aan de wetenschappelijke bestudering van muziek in relatie tot de christelijke ritualiteit. De leerstoel is gevestigd aan het Departement Religiewetenschappen en Theologie van de Faculteit Geesteswetenschappen. Er is een nauwe samenwerking met Fontys Hogescholen. Thans is hij universitair docent aan de Tilburg School of Humanities and Digital Culture.
Hoondert is verder werkzaam als uitgever, redacteur en vormingswerker bij Uitgeverij Abdij van Berne en de daaraan verbonden Werkgroep voor Liturgie Heeswijk, hoofdredacteur van het Gregoriusblad (tijdschrift voor liturgische muziek) en redactielid van het tijdschrift Eredienstvaardig (oecumenisch tijdschrift voor liturgie en kerkmuziek).